# 堀田正倫

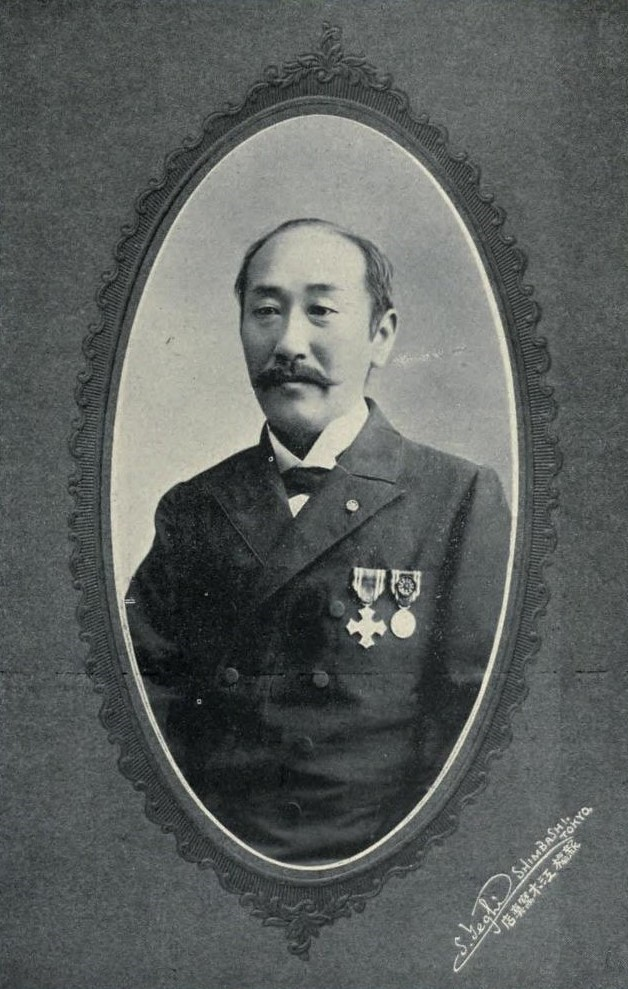
堀田正倫

堀田 正倫（ほった まさとも）は、江戸時代後期（幕末）の大名、明治時代の華族。下総国佐倉藩第6代（最後の）藩主。正俊系堀田家10代。位階・勲等・爵位は従二位勲三等伯爵。

## 生涯
5代藩主で幕末の老中・堀田正睦の四男として誕生した。安政6年（1859年）、父が井伊直弼との政争に敗れて失脚したため家督を譲られて藩主となった。幕府に対する忠誠心は父譲りなのか、慶応4年（1868年）の鳥羽・伏見の戦い後、徳川慶喜に対して朝廷から討伐令が下ると、上洛して慶喜の助命と徳川宗家の存続を嘆願したが、新政府から拒絶されただけでなく、京都に軟禁状態にされた。このため、藩主不在となった佐倉藩は危機を迎えたが、家老の平野縫殿が新政府軍に与して大多喜藩に出兵したため、何とか改易は免れた。
明治維新後は知藩事となった。廃藩置県後は東京に移住し、日本の文化活動推進に貢献した。明治17年（1884年）に伯爵に叙される。明治23年（1890年）、佐倉に戻って私立の農事試験場設立や（旧制）佐倉中学校（現在の千葉県立佐倉高等学校）維持発展に寄与するなど地域の発展に尽力した。1911年に死去、享年61。始め母里藩主・松平直哉の四男・正威を養子としていたが離縁し、婿養子の正恒（鍋島直柔の次男）が家督を継いだ。
墓所は佐倉市新町の安城山不矜院甚大寺で正俊・正睦の墓とともに並ぶ。

## 農業振興
佐倉城は1873年（明治6年）に第一軍管東京鎮台佐倉分管となり、正倫は1889（明治22）年に佐倉城跡の東方、鹿島台地の縁辺部に本邸を新築し翌年夏より移り住んだ。敷地内には、母屋・茶室・蔵などの建物群と、それらを囲むように約2千400平方メートルの借景式の和洋折衷庭園が当時の有名庭師・珍珠園の伊藤彦右衛門によって造園された。1907年には士族授産事業の一環として庭の一部に「農事試験所」（現・佐倉市飯野地先）を作り、農業の振興に尽力した。1911年には、養子の堀田正恒が北海道士幌にて農地開拓を行なって佐倉農場を開設し、北海道士幌町には「佐倉」という地区が今も遺る。
また、明治維新前に正倫が住んでいた江戸の大名屋敷（麻布新笄町14、約5万坪）は、1871年（明治4年）に開拓使用地となり、渋谷村民有地3万坪と合わせて農業試験場「第三官園」となり、1876年にはその一部に牧場が造られ「麻布の開拓使牧場」と呼ばれた（日本初の酪農試験場）。

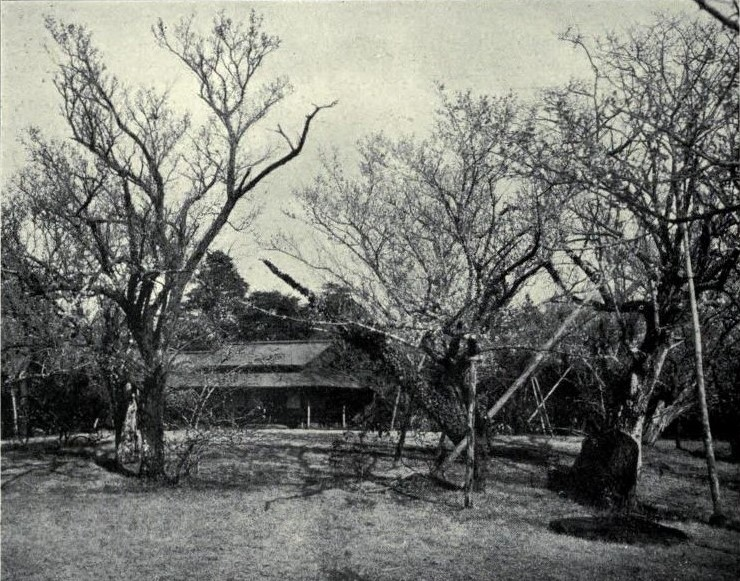
佐倉本邸の屋敷裏手に広がっていた梅林
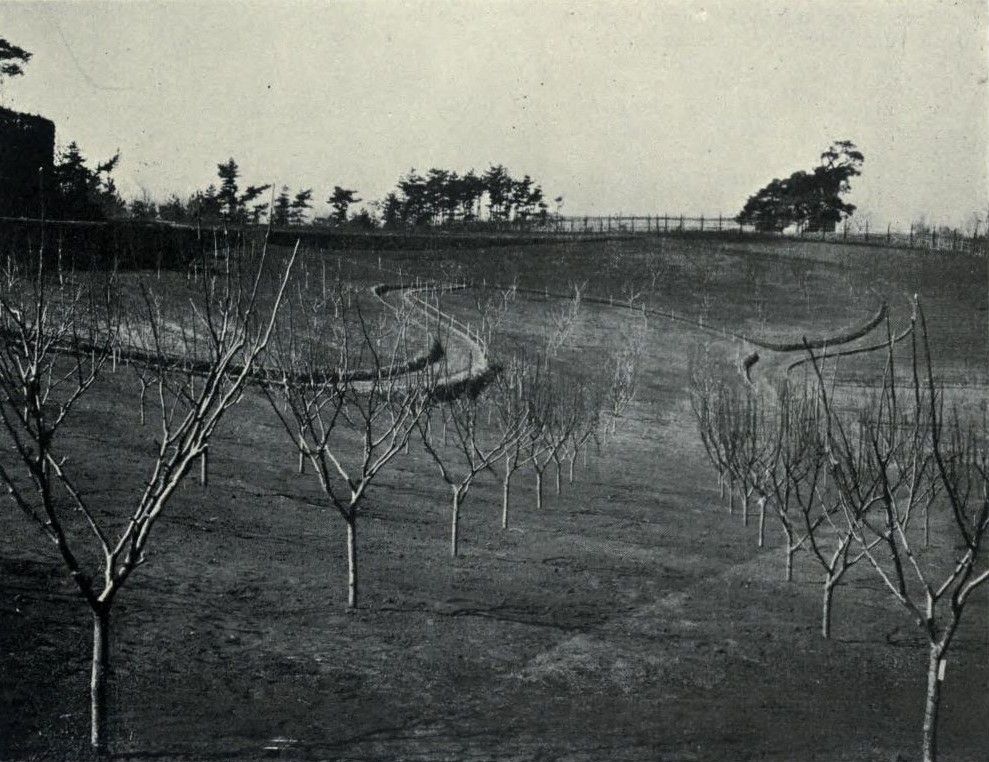
屋敷南面の樹木植場

## 栄典
- 1873年（明治6年）12月8日 - 銀盃一組[6]
- 1884年（明治17年）7月7日 - 伯爵[7]
- 1885年（明治18年）12月19日 - 木杯一個[8]
- 1886年（明治19年）
  - 3月26日 - 木杯一個[9]
  - 12月7日 - 木杯一組・木杯一個[10]
- 1887年（明治20年）12月26日 - 正五位[11]
- 1888年（明治21年）
  - 6月22日 - 木杯一組[12]
  - 10月29日 - 木杯一組[13]
- 1889年（明治22年）6月25日 - 木杯一個[14]
- 1890年（明治23年）3月27日 - 木杯一個[15]
- 1891年（明治24年）
  - 3月24日 - 木杯一個[16]
  - 6月16日 - 従四位[17]
  - 7月8日 - 木杯一組[18]
- 1892年（明治25年）4月11日 - 木杯一組[19]
- 1893年（明治26年）
  - 4月25日 - 木杯一個[20]
  - 6月5日 - 木杯一組[21]
  - 9月18日 - 木杯一組[22]
  - 10月2日 - 木杯一個[23]
  - 11月22日 - 木杯一組[24]
- 1894年（明治27年）2月2日 - 木杯一個[25]
- 1895年（明治28年）6月29日 - 正四位[26]
- 1896年（明治29年）6月18日 - 勲四等瑞宝章・銀盃一個[27]
- 1899年（明治32年）1月21日 - 木杯一組[28]
- 1900年（明治33年）6月20日 - 従三位[29]
- 1908年（明治41年）6月30日 - 正三位[30]
- 1909年（明治42年）4月13日 - 木杯一組[31]
- 1910年（明治43年）3月16日 - 銀杯一組[32]
- 1911年（明治44年）1月11日 - 従二位勲三等瑞宝章[33]

## 系譜
- 父：堀田正睦（1810年 - 1864年）
- 母：伊久 - 藩士平田景久第二女（1820年〈文政3年8月15日〉- 1902年〈明治35年〉4月22日）
- 正室：堀田吉子、政姫、幾知子（1854年〈文久3年12月17日〉- 1882年6月23日） - 松平斉斎の次女
- 後室：万里小路伴子 - 万里小路通房の長女（1867年〈慶応3年1月29日〉- 1951年〈昭和26年〉9月10日）
- 生母不明の子女
  - 次女：和子 - 堀田正恒の妻
- 養子
  - 堀田正威 - 松平直哉の四男、のちに離縁
  - 堀田正恒（1887年 - 1951年） - 鍋島直柔の次男